# Episodi di Soko 5113 (ventottesima stagione)
La ventottesima stagione della serie televisiva Soko 5113 è stata trasmessa in anteprima in Germania dalla ZDF tra il 6 luglio 2005 e il 3 agosto 2005.
| nº | Titolo originale       | Titolo italiano | Prima TV Germania | Prima TV Italia |
| -- | ---------------------- | --------------- | ----------------- | --------------- |
| 1  | Kaltgestellt           |                 | 6 luglio 2005     |                 |
| 2  | Familiengrab           |                 | 13 luglio 2005    |                 |
| 3  | Tango mortale          |                 | 20 luglio 2005    |                 |
| 4  | Eine Million für Emily |                 | 27 luglio 2005    |                 |
| 5  | Tödlicher Belcanto     |                 | 3 agosto 2005     |                 |